# 바덴 대공국

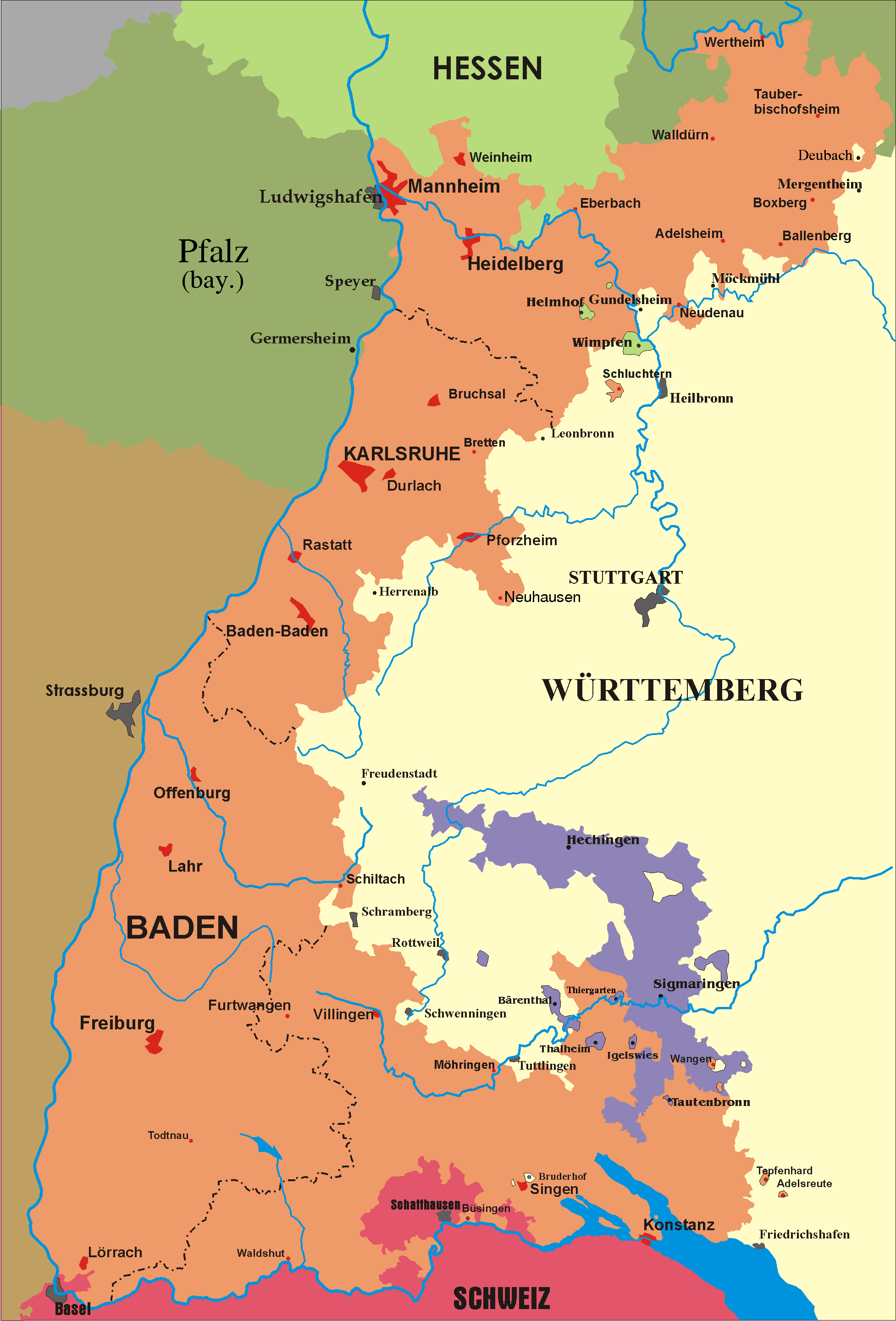
바덴의 지도(1806~1945)

바덴 대공국(독일어: Großherzogtum Baden 그로슈헤르조그툼 바덴[*])은 독일 남서부, 라인강 우방에 있었던 대공국이다.
12세기 바덴 변경백국에서 유래한 바덴 국가는 16~18세기에 바덴-두를라흐와 바덴-바덴으로 분열되어 있다가 재통일하였고, 1806년 신성 로마 제국의 해체에 따라 영토가 확장되며 대공국의 지위를 얻었다. 1848년 혁명 당시의 중심지로 1849년 한때 로렌초 브렌타노가 이끄는 공화국이 되었으나, 프로이센군에 의해 진압되었다. 1871년 독일 제국의 일부가 되었다. 1918년 군주제가 폐지되고 바이마르 공화국 내의 공화제 지방정부(바덴 공화국)가 되었다. 때문에 독일에서는 자유주의의 거점으로 여겨지기도 했다. 바덴 자유주는 1952년 이웃 뷔르템베르크와 통합, 바덴뷔르템베르크주가 되었다.
수도는 카를스루에에 두고 있었고, 국교는 로마 가톨릭교회와 바덴 루터파 프로테스탄트 합동교회(United Evangelical Protestant State Church of Baden)였다.

## 정치
의회는 양원제이다. 상원은 성년이 된 대공가의 남자, 나폴레옹 전쟁 당시 병합된 모든 제후 가문의 수장, 프라이부르크 대주교, 루터파 복음교회의 수장, 각 대학과 기술고등학교 대표, 4년 임기로 지방 귀족들 가운데 선출된 8명, 상공회의소에서 선출된 3명, 농업협회에서 선출된 2명, 무역협회에서 선출된 1명, 지역에서 선출된 시장 2명, 대공이 임명한 8명으로 이루어졌다.
하원은 선거로 뽑힌 73명으로 구성되었다. 그 중 24명은 도시에서, 49명은 농촌에서 선출되었다. 수형자(受刑者)거나 빈민이 아닌 25세 이상의 남자는 선거권이 있었으나, 간접선거였다. 유권자들은 선거인단(Wahlmänner)을 뽑고, 이들이 의원을 선출하였다. 하원의 임기는 4년이었고, 2년마다 절반을 개선(改選)한다.
대공국의 행정부로는 내무, 외무·궁내부, 재무, 법무, 그리고 종무(宗務)·교육부 등 5개 부가 있었다.

## 훈장
- 베르톨트 1세훈장(Orden Berthold des Ersten) - 4등급(Grand Cross, 1등급 Commander, 2등급 Commander, Knight)으로 나뉨
- 체링거 사자훈장(Orden vom Zähringer Löwen) - 5등급(Grand Cross, 1등급 Commander, 2등급 Commander, 1등급 Knight, 2등급 Knight)으로 나뉨
- 대공가 충성훈장(Hausorden der Treue) - 3등급(Grand Cross, Commander, Princess cross)으로 나뉨

## 역대 군주
체링겐(Zähringen) 가문이 통치하는 대공국이었다.

### 바덴 대공
- 1806년 - 1811년 카를 프리드리히 (1728-1811)
- 1811년 - 1818년 카를 루트비히 프리드리히 (1786-1818)
- 1818년 - 1830년 루트비히 1세 (1763-1830)
- 1830년 - 1852년 레오폴트 1세 (1790-1852)
- 1852년 - 1856년 루트비히 2세 (1824-1858)
- 1856년 - 1907년 프리드리히 1세 (1826-1907)
- 1907년 - 1918년 프리드리히 2세 (1857-1928)

### 바덴 대공가 수장
- 1918년 - 1928년 프리드리히 2세
- 1928년 - 1929년 막시밀리안 폰 바덴 (1867-1929, 독일 제국 최후의 수상)
- 1929년 - 1963년 베르톨트
- 1963년 - 2022년 막시밀리안
- 2022년 - 현재 베른하르트

## 같이 보기
- 바덴
- 독일 11월 혁명
- 바이에른 평의회 공화국

1. ↑  Hippel, Wolfgang von (1998). 《Revolution im deutschen Südwesten: das Großherzogtum Baden 1848/49》. Schriften zur politischen Landeskunde Baden-Württembergs. Stuttgart Berlin Köln: Kohlhammer. ISBN 978-3-17-014039-4.